# Witterschlick
Witterschlick ist die zweitgrößte Ortschaft der Gemeinde Alfter im nordrhein-westfälischen Rhein-Sieg-Kreis. Der Ort hat rund 6000 Einwohner und liegt im südlichen Teil der Gemeinde.
Ortsvorsteher ist Knut Kiesewetter (parteilos).

## Geographie
Witterschlick liegt in unmittelbarer Nähe der Stadt Bonn am südlichen Ende des Vorgebirges zwischen den Ortschaften Volmershoven, Buschhoven, Nettekoven und dem Stadtbezirk Bonn-Hardtberg am Rheinzufluss Hardtbach.
Der Ort grenzt an das Naturschutzgebiet Kottenforst und das Vorgebirge.
Witterschlick wurde nach der Entdeckung von Tonmineralvorkommen in der Umgebung industrialisiert: Durch Zufall stießen die Gebrüder Braun im Jahre 1880 auf wertvollen Blauton. Seit 1890 dominiert ein großer Industriebetrieb, die Servais-Werke (Bestandteil der Deutschen Steinzeug Cremer & Breuer AG), ein Hersteller von keramischen Belagsmaterialien (insbesondere Fliesen), den Ort.
Witterschlick ist durch seinen noch ländlichen Charakter und seine unmittelbare Nähe zur Stadt Bonn ein gefragter Wohnort. Im Dorf finden sich eine Bücherei, drei Kindergärten/-tagesstätten, eine Grundschule, eine Förderschule für Erziehungshilfe, einige Geschäfte und zahlreiche Vereine.
Die höchste Erhebung des Ortes und der ganzen Gemeinde Alfter liegt nahe dem Dickbaumskreuz (⊙) mit 174,5 m ü. NHN.

## Geschichte
Der Name Witterschlick wurde erstmals in einer Urkunde im Jahre 965 erwähnt. Als Ursprung des Namens Witterschlick („Wintirslikke“) erklärt Eberhard von Claer (1886): Der Name ist zusammengesetzt aus Wintirs und likke, lick = fließen, deutet also auf ein fließendes Gewässer hin. Von dem an Witterschlick vorbeifließenden Bach (Hardtbach) hätte der Ort seinen Namen erhalten. Der Bach fließt nach Norden hin in die Tiefe, ist also den Nordwinden ausgesetzt. Wintirs bedeutet Winterkälte; Wintirslikke also „Winterbach“.
Andere Autoren (Maaßen 1886; Bursch 1984) führen den Namen auf „weißer Schlick“ (weißer Ton) zurück, in Witterschlick wird Ton abgebaut. Diese Deutung ist allerdings sehr fragwürdig, da „weiß“ auf Platt „wieß“ heißt und „Ton“ in der Region „Uhl“ genannt wurde – siehe auch in Lengsdorf die „Uhlgasse“, also die „Töpfergasse“.
Witterschlick gehörte bis zum 31. Juli 1969 zum Amt Duisdorf. Am 1. August 1969 bildete Witterschlick zusammen mit den Ortschaften Alfter, Oedekoven, Impekoven und Gielsdorf die neue Gemeinde Alfter.

## Verkehr

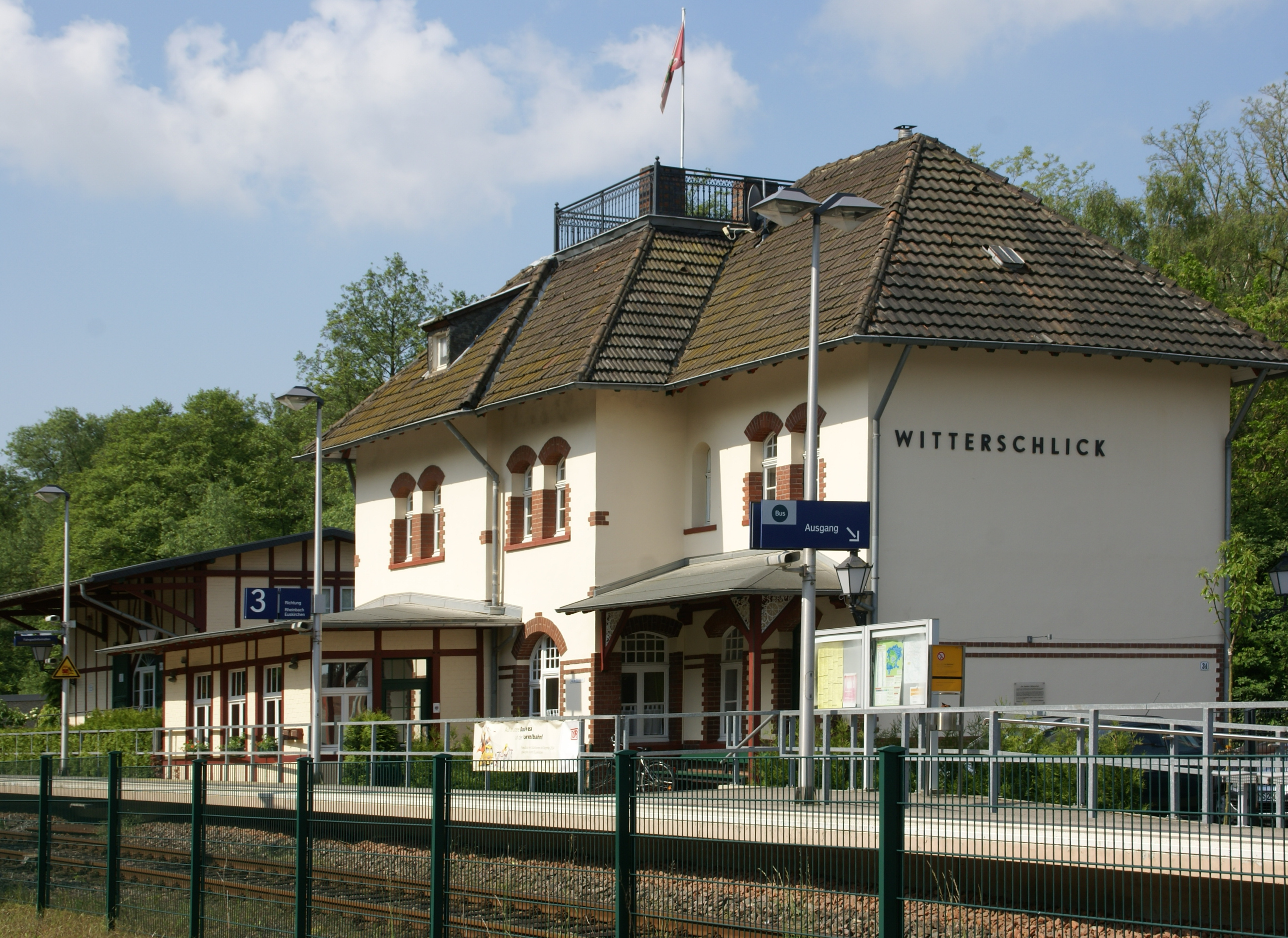
Bahnhof Alfter-Witterschlick

Witterschlick ist über eine Straße, die zur Bundesstraße 56 führt, an das Straßennetz angeschlossen.
Der Ort verfügt mit dem Bahnhof Alfter-Witterschlick über einen Anschluss an die Voreifelbahn (S 23). In Witterschlick verkehren zwei Buslinien (800 und 812). Es bestehen Verbindungen nach Bonn, Euskirchen, Rheinbach, Meckenheim, Bad Münstereifel und deren Vororten. Der Hauptbahnhof von Bonn ist mit der Voreifelbahn innerhalb von vierzehn Minuten erreichbar.

## Kultur
In Witterschlick besteht eine römisch-katholische Gemeinde mit der Pfarrkirche St. Lambertus in der Pfarreiengemeinschaft Alfter, die evangelische Jesus-Christus-Kirche, die mit Röttgen, Ückesdorf und Oedekoven zur Evangelischen Kirchengemeinde am Kottenforst gehört, und eine muslimische Gemeinde, der DITIB Türkisch Islamische Kultur Verein e. V.
Das kulturelle Leben in Witterschlick spiegelt sich in den vielen Ortsvereinen wider. So finden sich mehrere Karnevalsvereine wie z. B. der KV Tonmöhne und die KG Alpenrose, für Musikbegeisterte gibt es das Tambourcorps Edelweiß Witterschlick und den Männergesangsverein „Rheingold“. Außerdem bestehen Fußball-, Tennis-, Tischtennisvereine und vieles mehr. Zum kulturellen Leben gehört die Jesus-Christus-Kantorei der Evangelischen Kirchengemeinde am Kottenforst, die Musik von Renaissance bis Romantik sowie zeitgenössische Werke im Repertoire hat.

## Persönlichkeiten
- Herbert Zimmerman (1917–1966), Radiomoderator des WM Finales in Bern, ist in Witterschlick begraben (das Grab wurde 2024 abgeräumt).
- Andreas Pinkwart (* 1960), Politiker (FDP) und Wirtschaftswissenschaftler, ehemaliger Wirtschaftsminister des Landes Nordrhein-Westfalen, wohnt in Witterschlick.